# Ives Serneels
Ives Serneels (Bonheiden, 16 ottobre 1972) è un allenatore di calcio ed ex calciatore belga, di ruolo difensore.

## Palmares

### Giocatore
- Campionato belga: 1

Lierse: 1996-1997
- Coppa del Belgio: 1

Lierse: 1997
- Supercoppa del Belgio: 1

Lierse:

### Allenatore
- Pinatar Cup: 1

Belgio femminile: 2022